# Commerzbank
Commerzbank AG er den andenstørste bank i Tyskland og har hovedsæde i Frankfurt am Main.
Banken blev grundlagt af en række handlende 26. februar 1870 i Hamburg under navnet Commerz- und Disconto-Bank. Hovedsædet blev flyttet til Berlin som følge af en fusion med Berliner Bank i 1905 og efter 2. verdenskrig til Düsseldorf. Efter flere fusioner fik den sit nuværende navn i 1958 og flyttede til Frankfurt am Main. Commerzbank er en universalbank med et landsdækkende filialnet og filialer i resten af EU og i verdens finanscentre, særligt London, Luxembourg og Zürich. Banken er primært en handelsbank, der specialiserer sig i rådgivning af større virksomheder samt handel med aktier og pantebreve.
Hovedsædet Commerzbank-Tower er designet af den britiske arkitekt Norman Foster og blev indviet i 1997. Frem til 2004 var den 300 m høje bygning Europas højeste skyskraber. 